# 易司马仪

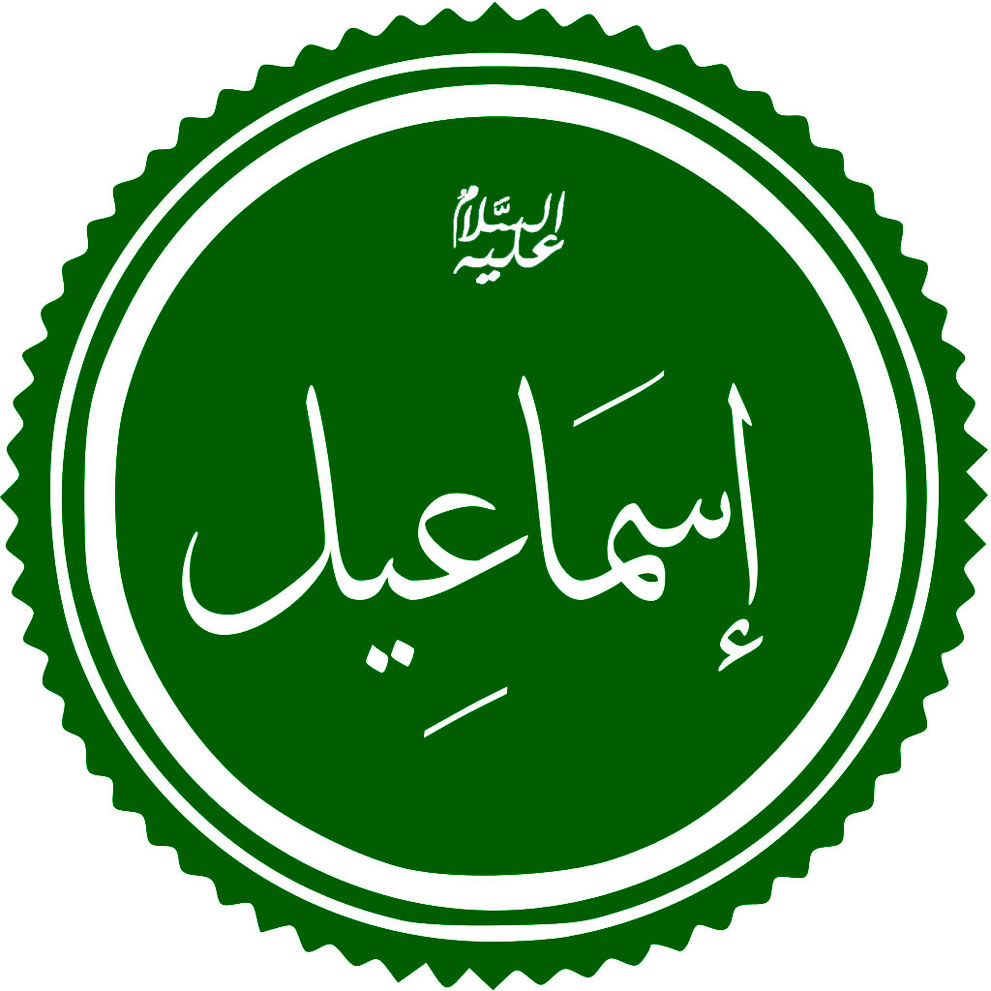
阿拉伯书法书写的易司马仪之名

易司马仪（阿拉伯語：إِسْمَاعِيْل），或称易斯馬儀、伊斯梅爾、司马义，基督教译作以实玛利，是伊斯蘭教的先知，是易卜拉欣（亚伯拉罕）與夏甲（哈哲爾）所生的兒子、以撒的同父異母兄弟。易司马仪享壽一百三十七歲，氣絕而死，歸到他列祖（原文是本民）那裏。易司马仪生了十二個兒子，其中三人由不同的母親所生。後來，十二個兒子都出生後他就隱居山洞了 。易司马仪的兒子尼拜約是阿拉伯阿德南人的祖先。他的後裔也包括了伊斯蘭教的先知穆罕默德。
由於《古蘭經》並沒有提到易布拉欣到底是獻祭了易司马仪還是易斯哈格（以撒），因而產生被獻祭者究竟是誰得爭論。然而大多伊斯蘭宗教學者都並未太重視此一問題，而出自對先知穆罕默德的重視大多穆斯林也一致認為被犧牲者是易司馬儀。

## 生平
在伊斯蘭信仰裡，易卜拉欣向真主祈求一個兒子（isma在阿拉伯語裡是「聽」，即回應祈禱之意。ell派生自希伯來語的el，意思是上帝）。真主賜給易卜拉欣一個兒子，但後來為了試驗他對主的信心而命令他獻祭兒子。不過正當易卜拉欣揮刀之際，真主及時阻止了他。真主讚賞他的忠誠，賜給一頭公羊取代獻祭的兒子。此事件演變成穆斯林的習俗，在宰牲節向真主獻上各類家畜，如綿羊、山羊、母牛或駱駝。

### 《古蘭經》裡的易司马仪
《古蘭經》對易司马仪的評價頗高。他以拜功和天課命令他的家屬，為真主所喜悅。（古蘭經 19：55）
《古蘭經》同時提及易司马仪、艾勒·葉賽（以利沙）、優努斯（約拿）和魯特（羅得）。他們都是正義之士（6：86；38：48）。
易卜拉欣與易司马仪共同建造了克爾白（2：127）。麥加人以及穆罕默德時代的大部分阿拉伯人相信易司马仪在麥加定居下來，並與易卜拉欣建造了自古以來即受人們崇敬的克爾白。
易卜拉欣與妻子撒拉、哈哲爾兩人在伊斯蘭傳統裡佔有重要的地位。
易卜拉欣與夏甲生了易司马仪，撒拉卻不孕。之後在真主的應許下，年老的撒拉生下了易斯哈格（以撒）。後來真主命令易卜拉欣將夏甲和易司马仪母子送到沙漠，他們會受到真主的保護。《古蘭經》特別看重夏甲和她的兒子，阿拉伯人認為他們的血脈透過他們而與易卜拉欣有血緣關係。在每年的朝覲活動裡，朝覲者重溫夏甲當年絕望的處境，進行在薩法山和瑪爾瓦山之間來回奔跑七次的儀式。她為了襁褓中的兒子尋找水源，在兩山之間來回奔走七次。後來她自滲滲泉獲得水源，穆斯林相信滲滲泉當時奇蹟似地從易司马仪的腳下冒出來。《布哈里聖訓》收錄完整的尋水故事。

### 其他
《古蘭經》強調兩次，易卜拉欣、易司马仪、易斯哈格、葉爾孤白（雅各）和其他部落所獲得的啟示並無不同，穆萨（摩西）和爾撒（耶穌）、其他先知所獲得的啟示也毫無二致（2：136；3：84）。
另一處《古蘭經》提及易司马仪的經文是說真主啟示他的方式與其他的先知是一樣的，例如努哈（挪亞）、易卜拉欣、易斯哈格、葉爾孤白以及其他部落，爾撒、安優卜（約伯）、優努斯（約拿）、哈倫（亞倫）以及苏莱曼（所羅門）。根據《古蘭經》，真主啟示達伍德（大卫）《詩篇》（《宰逋爾》）（4：163）。

## 参閲
- 以实玛利